# Giuthi
Il giuthi è un gioco della famiglia dei mancala giocato dalla popolazione africana dei Kĩkũyũ del Kenya. Viene giocato soprattutto dai ragazzi che pascolano il bestiame. Le regole precise del gioco sono difficili da identificare, perché presso i Kikuyu la tradizione del Giuthi (così come quella dell'allevamento) si sta ormai perdendo. Come nel caso dei Pokomo (che giocano a un altro mancala, il mbothe), i Kikuyu non hanno una tradizione nella realizzazione di tavolieri in legno; si gioca solitamente a Giuthi scavando buche nella sabbia. I pezzi usati sono sassolini o semi, tipicamente quelli di un albero locale chiamato mubuthi.

## Regole

### Tavoliere e disposizione iniziale
Il tavoliere comprende due file di buche. Il numero di buche per fila è variabile: di norma sono 8, ma possono variare da 5 a 10. I pezzi vengono distribuiti inizialmente in numero uguale in ogni buca; di solito sono 6 pezzi per buca, ma anche questo elemento è variabile (almeno da 4 a 9). Ciascun giocatore controlla la fila di buche più vicina a sé.
Curiosamente, i Kikuyu stabiliscono chi apre la partita in un modo ben noto agli occidentali (e che potrebbe in effetti essere di derivazione europea): uno dei giocatori prende un sasso, porta le mani dietro la schiena, e poi presenta i pugni chiusi all'avversario chiedendogli di indovinare in quale pugno è nascosto il sasso.

### Turno
Il giocatore di turno preleva tutti i sassi da una delle sue buche che ne contengono almeno due, e li semina in senso orario o antiorario, a sua scelta. Se l'ultimo sasso cade in una buca occupata, il giocatore preleva tutti i sassi dalla buca (incluso quello appena deposto) e continua la semina, invertendo il senso orario o antiorario rispetto alla precedente semina. Questo genere di "semina a staffetta", a versi alternati, è una caratteristica peculiare del Guthi che lo distingue dalla maggior parte dei mancala. La semina termina quando l'ultimo sasso viene deposto in una buca vuota.
Se durante la propria semina il giocatore non è mai arrivato a seminare in una buca avversaria, ha diritto a giocare di nuovo. Fino a quando una semina non "attraversa il confine" entrando nelle file avversarie, la mossa non è considerata "valida" e non può portare a una cattura.
La cattura avviene, come in molti altri mancala, quando l'ultimo sasso di una semina ("valida", quindi successiva ad almeno un "attraversamento di confine") cade in una buca vuota di proprietà del giocatore di turno, se la buca avversaria antistante non è vuota. In questo caso sono catturati sia il sasso deposto dal giocatore che quelli nella buca avversaria. Inoltre, se la buca da cui è stata fatta la cattura è seguita da una sequenze di buche vuote antistanti a buche avversarie non vuote, vengono catturati anche tutti i sassi in tali buche.

## Fine del gioco
Se un giocatore non può muovere perché nella sua fila le buche non vuote contengono tutte un solo sasso, salta il turno. Se però tutte le sue buche sono vuote, la partita termina. L'avversario cattura tutti i sassi rimasti in gioco e vince chi ha catturato più sassi.

## Partite multiple
Come in molti altri mancala, anche nel Giuthi è pratica comune che si giochino più partite in sequenza, e che in ogni partita i giocatori partano ciascuno con i sassi catturati nella precedente. Le regole per l'impostazione delle partite successive nel Giuthi sono comunque piuttosto peculiari. Il giocatore che possiede meno sassi può piazzarli nelle proprie buche come vuole (questo rappresenta una notevole opportunità in termini strategici). Il giocatore con più sassi deve posizionare i propri semi nelle buche antistanti quelle non vuote dell'avversario. Inoltre, se il giocatore in svantaggio possiede meno della metà dei sassi con cui ha iniziato la partita, può chiedere che il tavoliere venga accorciato di due buche, fino a un minimo di tre, e il giocatore in vantaggio deve piazzare per ogni buca delle proprie almeno il doppio dei sassi piazzati nella buca avversaria antistante.